# آیه فطرت
آیه فطرت، آیه ۳۰ سوره روم است.

## متن عربی و ترجمه آیه
فَأَقِمْ وَجْهَکَ لِلدِّینِ حَنِیفًا ۚ فِطْرَتَ اللَّهِ الَّتِی فَطَرَ النَّاسَ عَلَیْهَا ۚ لَا تَبْدِیلَ لِخَلْقِ اللَّهِ ۚ ذَٰلِکَ الدِّینُ الْقَیِّمُ وَلَکِنَّ أَکْثَرَ النَّاسِ لَا یَعْلَمُونَ (ترجمه: پس حق گرایانه، به سوی این آیین روی آور،[با همان] فطرتی که خدا مردم را بر آن سرشته است. تغییری در آفرینش خدا نیست. آیین پایدار همین است ولیکن بیشتر مردم نمی دانند.)[۳۰–۳۰]

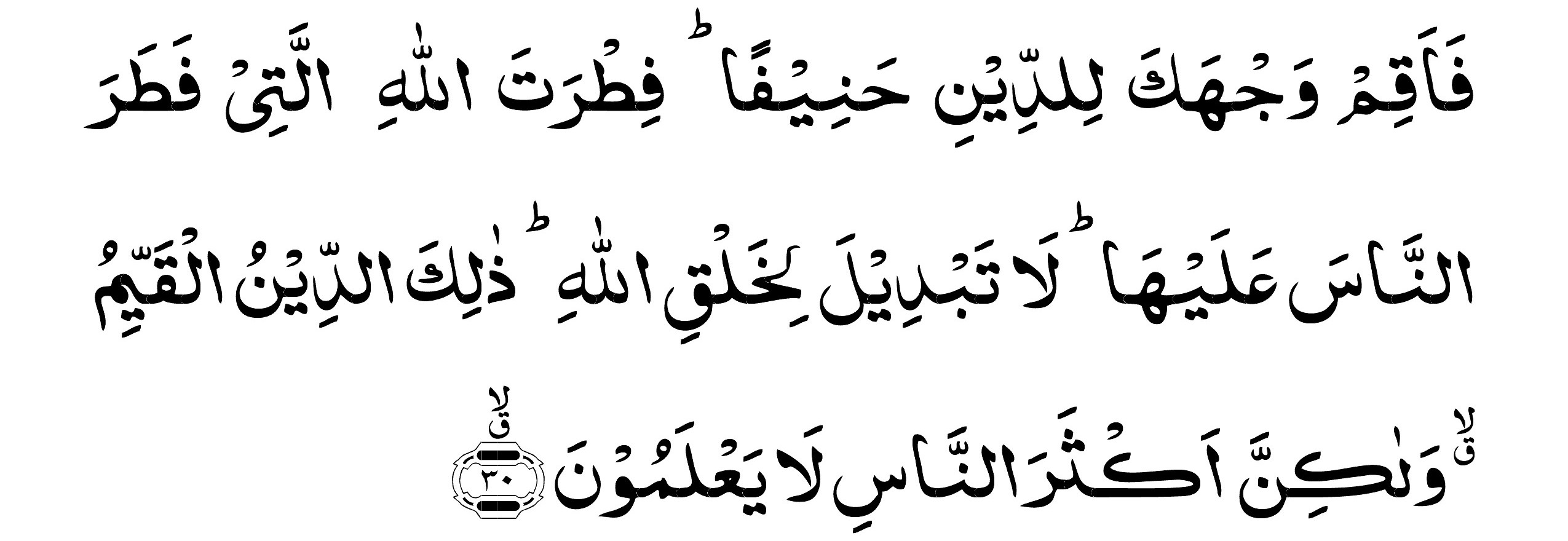
ترجمه: پس حق گرایانه، به سوی این آیین روی آور،[با همان] فطرتی که خدا مردم را بر آن سرشته است. تغییری در آفرینش خدا نیست. آیین پایدار همین است ولیکن بیشتر مردم نمی دانند.)

این آیه به وجود فطرت در انسان اشاره می‌کند.

## مطالعه بیش‌تر
- سکینه نعمتی (۲۵ اردیبهشت ۱۳۸۵)، «بررسی آیه فطرت»، رسالت، ش. ۵۸۶۳، ص. ۱۷